# Thomas Dooley
Thomas Anthony "Tom" Dooley (Bechhofen, 12 de maio de 1961) é um ex-futebolista e treinador de futebol dos Estados Unidos nascido na antiga Alemanha Ocidental. Atualmente está sem clube.
Era considerado um jogador polivalente, tendo jogado como líbero, zagueiro ou volante em 19 anos de carreira como atleta.

## Carreira de jogador
Profissionalizou-se em 1981, no Pirmasens, onde jogou por 2 temporadas antes de assinar com o FC Homburg em 1983.
Foi vestindo a camisa do Kaiserslautern, entre 1988 e 1993, que Dooley obteve maior sucesso na carreira, jogando 128 partidas e marcando 14 gols, além de ter conquistado 3 títulos.
Após passagens rápidas por Bayer Leverkusen e Schalke 04, o jogador assinou com o Columbus Crew para disputar a recém-fundada Major League Soccer. Na equipe de Ohio, foram 73 jogos disputados. Encerrou sua carreira em 2000, no MetroStars (atual New York Red Bulls).

## Seleção dos EUA
Alemão de nascimento, Dooley não recebeu chances na seleção de seu país de origem, optando em jogar pela Seleção dos Estados Unidos, pela qual recebeu sua primeira convocação em 1992.
Participou das Copas de 1994 e 1998, esta última como capitão da equipe que ficou na primeira fase. Até 1999, quando despediu-se da carreira internacional, Dooley jogou 81 partidas e marcou 7 gols.

## Carreira como técnico
Em 2002, Dooley estreou como treinador de futebol ao comandar o Saarbrücken durante uma temporada. Ficou 8 anos parado até voltar ao futebol como assistente de Jürgen Klinsmann na Seleção Norte-Americana. Em março de 2014, assumiu o comando técnico da Seleção das Filipinas. Após levar os Azkals pela primeira vez à Copa da Ásia, não teve seu contrato renovado e deixou a equipe em março de 2018.